# Go Girl ~사랑의 빅토리~
Go Girl ~사랑의 빅토리~(Go Girl 〜恋のヴィクトリー〜 Go Girl ~고이노 빅토리~[*])는 2003년 11월 6일에 발매된 모닝구무스메의 스물 번째 싱글이다.

## 개요
- 2003년 11월 22일 후지 TV에서 방송 된 드라마 《VICTORY!〜풋걸즈의 청춘〜》 주제가이다. 때문에 헬로! 프로젝트 여자 연예인 풋살팀 갓타스 브릴리언티스 H.P.의 주제곡으로써, 풋살 시합장에서 응원가로 기용되거나, 풋살 관련 프로그램에서 사용되었다. 음악 프로그램에서 선보일 때는 갓타스 브릴리언티스 H.P.의 유니폼과 비슷한 의상을 입기도 하였다.

- 모닝구무스메 싱글 중 유일하게 솔로 파트가 없는 곡이다.

- 뮤직 비디오에서는 멤버 한 명씩 카메라에 대고 "좋아해"라고 속삭이는 장면이 수록되었다.

- 층쿠♂ 베스트 작품집 (상) 샤란Q~모닝구무스메~ 층쿠♂ 연예계 생활 15주년 기념 앨범~에 수록되었으며, 부록인 북클릿에는 이 곡의 파트가 게재되었다.

- 하로프로대만의 그룹 아이스크림무스메의 첫 번째 미니 앨범 1st 최고!에 이 곡의 중국어 커버 버전이 수록되었다.

- 또한 다샤오제의 첫 번째 미니 앨범에도 "GO GO Girl"로 제목을 바꾼 중국어 커버 버전이 수록되었다.

## 수록곡
1. Go Girl~恋のヴィクトリー~
작사, 작곡: 층쿠 / 편곡: 스즈키Daichi히데유키
2. 恋ING
작사, 작곡: 층쿠 / 편곡: 스즈키Daichi히데유키
3. Go Girl~恋のヴィクトリー~ (Instrumental)

## 참여 뮤지션
※ 괄호는 트랙 번호
- 스즈키Daichi히데유키 - 전 악기 (1, 2)
- 다케우치 히데아키 - 코러스 (1)
- 이나바 아쓰코 - 코러스 (1)
- 층쿠♂ - 코러스 (1)

## 차트
- 골드 (일본 레코드 협회)
- 주간최고순위 4위 (오리콘 차트)